# Admiraliteitslijnbaan

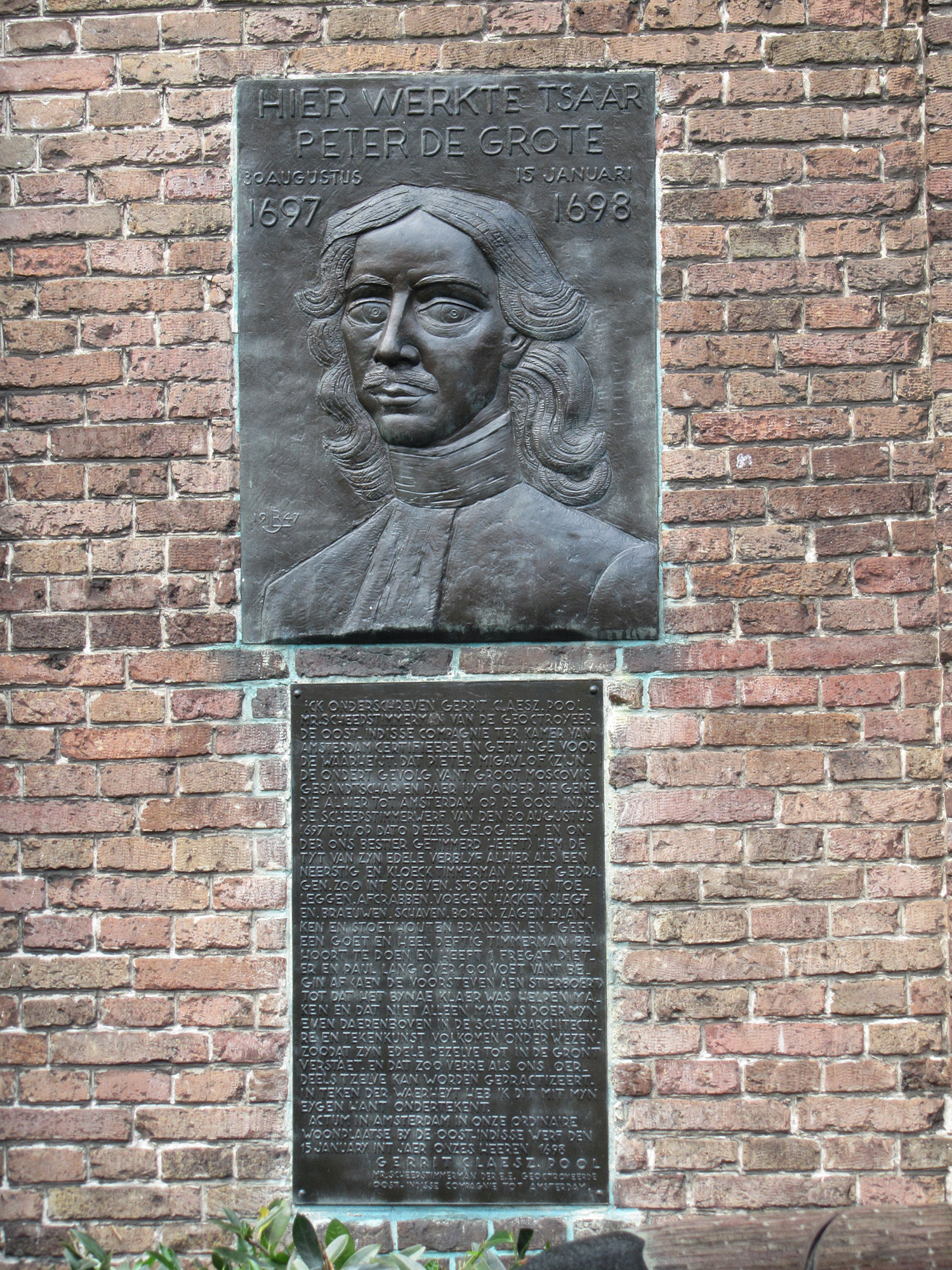
Gedenksteen aan de zijgevel voor Peter de Grote, die mogelijk in het gebouw verbleef toen hij in 1697 stage liep in Amsterdam

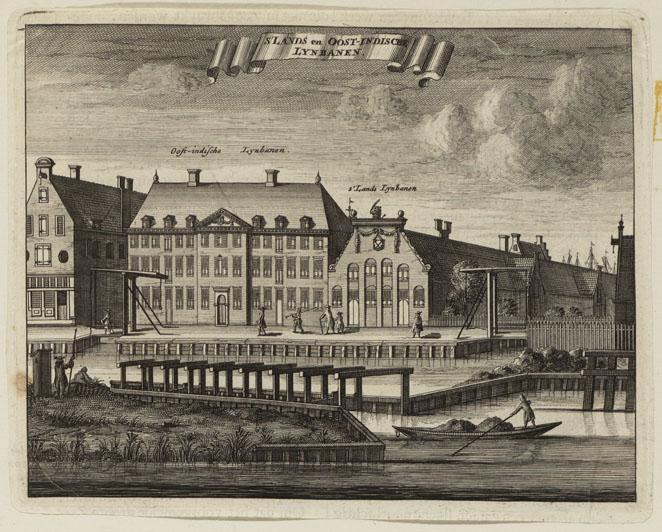
Kopergravure van de VOC- en Admiraliteitslijnbaan door Caspar Commelin (1693).

De Admiraliteitslijnbaan is een gebouw uit 1660 aan de Oostenburgergracht in Amsterdam. Het werd in 1970 aangewezen als rijksmonument.
De Admiraliteitslijnbaan diende oorspronkelijk als voorgebouw van de lijnbaan (touwslagerij) en opslagplaats van de Admiraliteit van Amsterdam. De lijnbanen namen het achterliggende terrein in, een uitgestrekt gebouw dat wel 500 meter doorliep, tussen de Oostenburgervaart en de Conradstraat, tot aan het IJ.
De trapezium-vormige gevel uit 1660 is rijk versierd met festoenen, twee oeil de boeuf-ramen en deels verticaal gekoppelde, korfbogige vensternissen. Boven op de gevel is een sculptuur van twee leeuwen met bronzen zwaarden die tegen een wapenschild leunen met daarop de twee gekruiste blauwe ankers, symbool van de Admiraliteit. Het wapen met twee gekruiste blauwe ankers is ook in de festoenen verwerkt. Aan de zijgevel is een gedenkplaat bevestigd voor de Russische tsaar Peter de Grote, die mogelijk in het gebouw verbleef toen hij in 1697 stage liep in Amsterdam.
Achter de lijnbaansgebouwen is nu een nieuwbouwwijk, met straatnamen die herinneren aan de vroegere lijnbanen, zoals Compagniestraat, Touwbaan en Admiraliteitstraat.

## Geschiedenis
Rond 1655 werden de werven van de Admiraliteit van Amsterdam naar de eilanden Kattenburg en Oostenburg verplaatst. Op Oostenburg werd in 1660 de Admiraliteitslijnbanen aangelegd als touwslagerij en opslagplaats voor de schepen van de Admiraliteit. Het terrein was ongeveer 500 meter lang en omgeven door dikke stenen muren vanwege het brandgevaar van de teerketels en het geteerde houtwerk. Er waren twee lijnbanen, een grote baan waar de kabels geslagen werden en een kleinere voor het touwwerk en andere werkzaamheden. De zolders dienden voor opslag.
Op 12 januari 1673 woedde er brand in de Admiraliteitslijnbanen. De brand werd geblust met brandspuiten ontworpen door Jan van der Heyden. Het was de eerste keer dat deze brandspuiten gebruikt werden.
Na de opheffing van de Admiraliteit in 1795 werd de Admiraliteitslijnbaan hernoemd naar Rijks- of Landslijnbaan ('s Rijks Lijnbaan of 's Lands Lijnbaan). In de loop van de 19e eeuw raakten de Admiraliteitslijnbaan en de naastgelegen VOC-lijnbaan in onbruik, en in 1887 waren de lijnbanen zo bouwvallig geworden dat ze werden gesloten. Rond 1920 werden de lijnbanen gesloopt, met uitzondering van de hoofdgebouwen. Het terrein werd hierna gebruikt als militaire opslagplaats. Er stonden loodsen waarin militaire voertuigen, munitie, kleding, uitrusting en andere zaken werden opgeslagen. Het gebied bleef in militair gebruik tot 1983. In 1985 werden de loodsen gekraakt, tot de kraakpanden in 1988 werden ontruimd en gesloopt.
Op 25 september 1947 werd aan de zijgevel een gedenkplaat bevestigd voor de Russische tsaar Peter de Grote, die mogelijk in het gebouw verbleef toen hij in 1697 stage liep in Amsterdam.

### Restauratie
In de periode 1949-1950 werd het hoofdgebouw gerestaureerd onder leiding van A.A. Kok en zijn zoon IJsbrand Kok. In het westelijke deel van het dubbelpand kwam het Werkspoormuseum, het oostelijk deel was en bleef een woning. De voorgevel bleef grotendeels intact; het kreeg alleen een andere vensterindeling. Bij de restauratie werd de leeuwengroep boven op de gevel geplaatst. Deze stond oorspronkelijk op de achtergevel van het lijnbanencomplex en was, na de afbraak rond 1920, terechtgekomen in de tuin van het Scheepvaartmuseum. Ook kreeg het gebouw een achtergevel, gemetseld van bakstenen afkomstig uit afgebroken pakhuizen aan de Bickersgracht. Op de achtergevel staat het jaartal 1949. Binnenin werd het meeste houtwerk vervangen; alleen de schouw had de Tweede Wereldoorlog overleefd, de rest van het hout was door stadsbewoners uit het gebouw gehaald en als brandhout gebruikt. Het museum opende in 1950; op 29 juli van dat jaar werd het gerestaureerde gebouw officieel geopend door burgemeester Arnold Jan d'Ailly. Het museum sloot in 2011.